# Lũ lụt Ấn Độ 2008
Lũ lụt tại Ấn Độ năm 2008 là một loạt các trận lụt và lở đất tại nhiều bang của Ấn Độ từ 3 tháng 7 năm 2008 sau nhiều ngày mưa liên tiếp đã giết chết 2404 người và làm hàng chục ngàn người bị mất chỗ ở tại đông bắc Ấn Độ

## Assam
Tại bang Assam, một quan chức cấp cao cho biết sau nhiều ngày mưa không dứt, tối 28 tháng 10 một đoạn đê của sông Putimari đã bị vỡ. Nước lũ đã tràn qua hơn 70 ngôi làng khiến gần 70.000 người mất chỗ ở, làm thiệt hại mùa màng và cắt đứt giao thông trên một quốc lộ nối liền Assam và các nơi khác.
Lực lượng phòng vệ dân sự và bán quân sự địa phương đã được yêu cầu tham gia cứu hộ. Hai trung tâm cứu trợ cũng đã được dựng lên tại khu vực Puthimari.
Mặc dù các trường học và trụ sở chính quyền đã được tận dụng làm nơi tạm trú cho những người mất nhà cửa, nhiều người vẫn phải dựng lều trên các quốc lộ với "tài sản" là những đồ dùng cá nhân mà họ nhặt nhạnh được.
"Chúng tôi đang nỗ lực di dời người dân đến nơi an toàn", Hemkanta Pegu, một công chức huyện Lakhimpur nói.

## Meghalaya và Arunachal Pradesh
Tại hai bang Meghalaya và Arunachal Pradesh, theo cảnh sát, ba người, trong đó có một trẻ em, bị chôn vùi trong các trận lở đất và ba người khác bị nước lũ cuốn trôi.
Một quan chức dự báo thời tiết cảnh báo mưa sẽ trút xuống khu vực nhiều hơn trong vòng 48 giờ tiếp theo.
Mùa mưa 2008, đã có hơn 2400 người tại Ấn Độ thiệt mạng, trong đó có 30 người tại vùng đông bắc - nơi thường xuyên xảy ra lũ quét và lở đất khi đến mùa gió mùa (kéo dài từ tháng 6 đến tháng 9 hằng năm).